# Nécropole d'Olovci
La nécropole d'Olovci se trouve en Bosnie-Herzégovine, sur le territoire du village d'Olovci et dans la municipalité de Kladanj. Elle abrite 18 stećci, un type particulier de tombes médiévales. Elle est inscrite sur la liste des monuments nationaux de Bosnie-Herzégovine et fait partie des 22 sites avec des stećci proposés par le pays pour une inscription au patrimoine mondial de l'UNESCO.